# Salma
Salma (en árabe سلمى), es un nombre árabe femenino, que significa "estar a salvo de todo, protegida por Dios", también relacionado con las ideas de "paz" o "calma". A menudo se translitera también como Selma, y más infrecuentemente, Sálmah o Sélmah. Es un nombre tradicionalmente usado también por los musulmanes no árabes como nombre persa, urdu, sindhi, kurdo y/u otro, y se ha popularizado en el resto del mundo. Tiene el mismo origen que el nombre masculino Salim.